# Димитриевич, Драгутин
Драгу́тин Димитри́евич (серб. Драгутин Димитријевић, известен как А́пис; 5 (17) августа 1876 — 11, 24 или 27 июня 1917) — начальник разведывательного отдела Генерального штаба Сербии, сооснователь и лидер тайного общества «Чёрная рука».

## Биография
О его детских годах известно немного. Родился Драгутин в столице Сербии Белграде, в 1876 году. Рано лишился отца. Окончил школу в Нише, где работала его старшая сестра Елена и поступил в гимназию в Белграде, где он был блестящим учеником. Здесь Драгутин и получил своё прозвище Апис (по-гречески «апис» означает пчела, а по-египетски «бык») за свой высоченный рост, крупную фигуру и буйный характер. Позднее учился в низшей школе белградской Военной академии. После окончания академии в 1896 году служил в 7-м пехотном полку в Белграде, где получил чин подпоручика. В сентябре 1898 года был принят в высшую школу Военной академии и за очень хорошую успеваемость сразу по её окончании был принят в Генеральный штаб. В августе 1899 года произведён в чин поручика.

Авантюрист бонапартистского склада и патриотический фразёр, Драгутин Димитриевич-Апис активно эксплуатировал идею политического объединения южных славян. Кроме того, Апис решил извлечь для себя выгоду из давней вражды сербских династий Обреновичей и Карагеоргиевичей. В связи с этим он в 1901 году принял участие в организации неудачного покушения на сербского короля Александра Обреновича, весьма непопулярного в народе. Вторая попытка покушения на короля и королеву Драгу завершилась успехом: в 1903 году монаршая чета была убита группой младших офицеров, в которую входил и капитан Димитриевич. Вместе с августейшими супругами были убиты также премьер-министр Димитрие Цинцар-Маркович и министр обороны Милован Павлович. Вот что сообщал о подробностях этого жуткого преступления русский журналист В. Теплов: 
Сербы покрыли себя не только позором цареубийства (что уже само по себе не допускает двух мнений!), но и своим поистине зверским образом действий по отношению к трупам убитой ими Королевской Четы. После того как Александр и Драга упали, убийцы продолжали стрелять в них и рубить их трупы саблями: они поразили Короля шестью выстрелами из револьвера и 40 ударами сабли, а Королеву 63 ударами сабли и двумя револьверными пулями. Королева почти вся была изрублена, грудь отрезана, живот вскрыт, щеки, руки тоже порезаны, особенно велики разрезы между пальцев, — вероятно, Королева схватилась руками за саблю, когда её убивали, что, по-видимому, опровергает мнение докторов, что она была убита сразу. Кроме того, тело её было покрыто многочисленными кровоподтеками от ударов каблуками топтавших её офицеров. О других надругательствах над трупом Драги… я предпочитаю не говорить, до такой степени они чудовищны и омерзительны. Когда убийцы натешились вдоволь над беззащитными трупами, они выбросили их через окно в дворцовый сад, причем труп Драги был совершенно обнажен...
 Тела короля и королевы ещё несколько дней пролежали под окнами дворца. В конце концов Александр Обренович был похоронен не в Сербии, а в венгерских (на тот момент) пределах: в соборе монастыря Крушедол-на-Фрушка-Горе (Воеводина). Так трагически завершилось многолетнее правление дома Обреновичей. На смену этой династии вернулись Карагеоргиевичи — в лице короля Петра I…
В ходе второго покушения Апис был тяжело ранен, и три пули так и остались у него в теле. Сторонники новой монархии были благодарны Дмитриевичу за своё возведение на престол, но он, в силу ряда причин, отказался от официальных постов. Однако, как говорили один из его друзей, «…никто нигде его не видел, но все знали, что он делает всё…». Вскоре Дмитриевич был приглашён в Военную академию в качестве профессора тактики. В 1905 году стал офицером Генерального штаба и командирован для продолжения образования в Берлин. В Германии, а затем в России, Апис изучал новейшие способы ведения войны. По возвращении в Сербию, продолжил службу в Генштабе (сентябрь 1906 — март 1907 гг.). Затем, включившись в сербскую четническую акцию, направился в Македонию, участвовал в боевых действиях против ВМРО, но скоро вернулся в Сербию и стал помощником начальника штаба Дринской дивизии (1908 год). В ходе Балканских войн (1912—1913) военные знания Дмитриевича помогли сербской армии одержать ряд важных побед над противниками.
Апис был одним из основателей в 1903 году тайного террористического общества «Объединение или смерть» (серб. Уједињење или смрт), более известного под именем «Чёрная рука» (серб. Црна рука). Благодаря его собственным способностям и убыли в составе Исполнительного комитета Апис стал видным руководителем организации.
В 1911 году он направил в Вену человека, чтобы попытаться убить австрийского императора Франца Иосифа. В январе 1914 года молодой боснийский мусульманин Мехмедбашич был послан для убийства боснийского губернатора генерала Потиорека. Обе попытки оказались неудачными.
Весной 1914 года Апис решил, что эрцгерцог Франц-Фердинанд, наследник австрийского престола, должен умереть. Причиной такого выбора, очевидно, были намерения эрцгерцога реформировать Австро-Венгерскую империю в сторону расширения прав проживавших в ней славян, что представляло определённую угрозу для панславизма и югославизма. После того, как было объявлено о запланированном визите Франц-Фердинанда в Сараево в конце июня, — был составлен и план его убийства. Главный помощник Аписа, майор Танкосич, пригласил на роль исполнителей покушения трёх боснийских сербов-юношей. Гаврило Принцип, Неделько Габринович и Трифко Грабеч (Грабеж) были отправлены в Сараево. Узнавший о готовящемся убийстве премьер Никола Пашич попытался задержать юных террористов, — но люди Дмитриевича помогли им благополучно перейти границу с Боснией. 28 июня 1914 года, в национальный праздник сербов Видовдан, после череды неудач, Франц-Фердинанд и его супруга были застрелены Принципом. Убийство эрцгерцога стало формальным поводом для начала Первой мировой войны.
В то же время историк Ю. А. Писарев, исследовавший этот вопрос, сделал вывод не только «о незаинтересованности сербского правительства в военном конфликте с Австро-Венгрией, но и неучастии руководства „Чёрной руки“ в сараевском заговоре». Ссылаясь на дневник входившего в верховную управу «Чёрной руки» Ч. Поповича, Писарев отмечал, что Апис, узнав от В. Танкосича, что несколько человек хотят отправиться в Боснию и убить эрцгерцога, сказал: «Да пусти их!», — не веря, во-первых, что покушение удастся, и, во-вторых, не подумав, что это может стать поводом для войны.

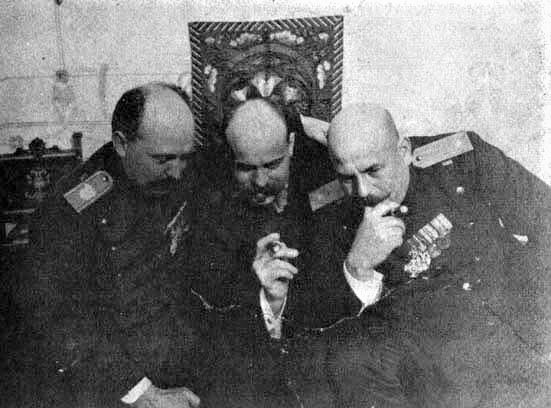
Драгутин Дмитриевич (справа)

С началом войны Апис стал начальником разведывательной службы Сербии, затем начальником штаба Ужицкой (позднее Тимочской) дивизии, затем — помощник начальника штаба III армии.
Однако в октябре 1916 года Апис был смещён с поста начальника разведслужбы. В марте 1917 года Апис был арестован в ходе репрессий королевской власти против членов вышедшей из повиновения «Чёрной руки». Основной причиной считается то, что премьер-министр Н. Пашич и принц-регент Александр боялись стать очередными жертвами республикански-настроенных сербских радикалов. Королевский режим в Сербии считал идею республиканской Югославии — федерации всех южнославянских народов — угрозой для националистического проекта Великой Сербии. После военного трибунала 23 марта 1917 года Апис и три его сторонника были приговорены к смертной казни по обвинению в государственной измене. Полковник Драгутин Димитриевич был расстрелян утром 24 июня 1917 года (по другим данным — 11 или 27 июля) в пригороде Салоников, вместе с артиллерийским майором Любомиром Вуловичем и Раде Малобабичем.

## Посмертная реабилитация
После Второй мировой войны, в 1953 году суд коммунистической Югославии на повторном судебном процессе в Белграде полностью реабилитировал всех, кто был осуждён на Салоникском процессе как террористы.